# Paravasation
Paravasation bedeutet in der Medizin, dass entweder eine körperliche Flüssigkeit (z. B. Blut, Urin) oder Zellen, die sich normalerweise in dieser körperlichen Flüssigkeit befinden, aus dem für diese Flüssigkeit vorhergesehenen körperlichen Gefäß in das umgebende Gewebe ausgetreten sind. Im Kontext einer Entzündung bedeutet Paravasation, dass Leukozyten aus den Kapillaren ausgetreten sind, siehe Leukodiapedese. Im Kontext einer Krebserkrankung bedeutet Paravasation, dass Krebszellen aus den Kapillaren ausgetreten sind, was zu einer Metastase führen kann.
Sehr viel häufiger aber bedeutet Paravasation in der Medizin, dass eine medizinische Infusion, die der Patient bekommt, fälschlicherweise nicht in die für diese Infusion vorgesehene Vene gelaufen ist, sondern in das umgebende Armgewebe.
Die ausgetretene bzw. fehlplatzierte Flüssigkeit wird als Paravasat bezeichnet. In den meisten Sprachen, z. B. in Englisch oder Italienisch, heißt Paravasation Extravasation. Die deutsche medizinische Fachsprache bildet hier also eine Ausnahme.

## Übersicht der Paravasation während einer Infusion
Paravasation kann eine gefährliche Nebenwirkung von i.v.-Infusionen sein. Paravasation ist die versehentliche Gabe einer intravenösen (i.v.) Infusion in das umgebende Armgewebe statt der dafür vorgesehenen Vene. Diese versehentliche Gabe kann durch Durchsickern passieren, z. B. bei betagten Patienten mit sehr durchlässigen Venen, oder weil die Infusionsnadel die Vene durchstochen hat. Die Austrittsöffnung liegt dann im eigentlichen Armgewebe und die Infusion läuft direkt in das Armgewebe. Dies kann z. B. bei Kindern passieren, die ihren Arm zu sehr bewegen, oder weil die Infusionsnadel von Anfang an nicht sehr gut platziert war, oder wenn der Patient auf seinem Arm liegend einschläft usw.
Paravasation während einer Infusion ist eine Nebenwirkung, die vermieden werden kann und muss.
In mittleren Fällen verursacht eine Paravasation Schmerzen, Rötung, Reizung und Schwellung an dem Arm mit der Infusionsnadel. In schweren Fällen tritt eine Nekrose des Armgewebes auf. In sehr seltenen, extrem schweren Fällen kann sie sogar den Verlust des Armes bedeuten.

### Ausmaß des Schadens
Der Schaden nach einer Paravasation kann leicht, mittel oder schwer ausfallen. Falls nur die reine Trägerlösung (meist entweder Kochsalzlösung = 0,9 % NaCl-Lösung oder Zuckerlösung = 5 % Glukose-Lösung) infundiert wurde, wird der Schaden leicht ausfallen.
Manche Arzneimittel verursachen an dem Arm mit der Infusionsnadel nach einer Paravasation nur einen mittleren Schaden; sie werden als „irritant“ bezeichnet. Andere Arzneimittel verursachen an dem Arm mit der Infusionsnadel einen schweren Schaden; sie werden auch als „vesikant“ bezeichnet.
Ein Schaden ist insbesondere nach Paravasation von Zytostatika, d. h. während einer Chemotherapie, gefürchtet. Jedoch kann ein Schaden auch nach Paravasation von allen anderen Arzneimitteln auftreten, nicht nur nach Paravasation von Zytostatika.

### Häufigkeit
Der Anteil von Patienten, die eine Paravasation gehabt haben, ist nicht genau bekannt, da eine Paravasation, insbesondere eine leichte Paravasation, oft nicht erkannt und/oder nicht dokumentiert wird, beträgt aber insgesamt gesehen wahrscheinlich 10 %.
In den letzten Jahren wurden Angehörige von Gesundheitsberufen viel mehr auf das Problem der Paravasation aufmerksam.

## Behandlung einer Paravasation
Die beste „Behandlung“ einer Paravasation ist die Vorbeugung, da es keine spezifische Behandlung einer Paravasation gibt. Obwohl die Wirksamkeit verschiedener Maßnahmen nicht sehr hoch ist, sollten sie nach einer Paravasation doch immer durchgeführt werden.
1. Sofortiges Stoppen der Infusion. Dies muss geschehen, wenn die Umgebung der Infusionsnadel rot wird, heiß wird, brennt, oder anschwillt.
2. Den Infusionsschlauch gegen eine Einmalspritze austauschen und Infusionsflüssigkeit aspirieren
3. Infusionsnadel aus dem Arm entfernen.
4. Arm in hochgehobener Position lagern. Falls an dem Arm Blasen sind, den Inhalt der Blasen mit einer neuen, dünnen Nadel entfernen.
5. Falls für das paravasierte Arzneimittel Substanz-spezifische Maßnahmen empfohlen werden, diese ausführen, z. B. lokale Kühlung, lokale Wärme, DMSO, Hyaluronidase oder Dexrazoxan.[6]

Neue klinische Studien zeigen, dass Dexrazoxan nach einer Paravasation von Anthracyclinen wirksam ist d. h., das Entstehen einer Gewebsnekrose verhindern kann. In zwei multizentrischen, nicht-verblindeten, nicht-kontrollierten, kleinen Phase-II klinischen Studien entwickelten nach der Anwendung von Dexrazoxan 98 % der Patienten nach einer Paravasation von einem Anthracyclin keine Gewebsnekrose. (Die Anthracycline beinhalten Daunorubicin, Doxorubicin, Epirubicin, Idarubicin usw.)

### Schmerzbehandlung und andere weiterführende Maßnahmen
Effektive Schmerzbehandlung ist für den Patienten sehr wichtig, genau so wie eine lückenlose Dokumentation und Vorbeugung gegen eine Infektion und Superinfektion. Falls so eine Situation eintritt, ein Antibiogram anfordern und den Facharzt für Infektionskrankheiten hinzuziehen. Regelmäßige Kontrollen und Nachsorge sind notwendig.

### Maßnahmen, falls das paravasierte Arzneimittel gewebsnekrotisierend ist
- Den i.v.-Zugang nicht durchspülen.
- Keine feuchten Kompressen, keine alkoholischen Kompressen, kein Verband.
- Frühzeitig einen Oberarzt, der Erfahrung in der Behandlung von Paravasation hat, sowie einen rekonstruktiven Chirurgen hinzuziehen.
- Solche Fälle benötigen manchmal Hauttransplantationen und intensive Krankengymnastik.

## Vorbeugung gegen eine Paravasation
- i.v.-Zugang legen nur durch erfahrenes Personal, falls möglich, zumindest bei besonders gefährdeten Patienten, z. B. sehr adipöse Patienten, Kindern, sehr alte Patienten und Patienten mit kaum sichtbaren Venen.
- Beim i.v.-Zugang-legen keine multiplen Einstechversuche im selben Bereich.
- Verwendung von dünnen Kanülen. Vor der Infusion sollte die Position der Kanüle durch Aspiration von Blut und Durchspülung von Trägerlösung kontrolliert werden.
- Engmaschige Beobachtung der Infusion.
- Die i.v.-Infusion muss aus der geeigneten Trägerlösung, mit dem korrekt aufgelösten Zytostatikum/Arzneimittel, bestehen.
- Nach der i.v.-Infusion die Vene nur mit der Trägerlösung durchspülen.
- Vorteilhaft ist ein zentraler Zugang (Zentralvenenkatheter, ZVK) für die Infusion von gewebsnekrotisierenden Arzneimitteln.

## Beispiele für gewebsnekrotisierende Arzneimittel

### Zytostatika
- Amsacrin
- Cisplatin (falls > 0,4 mg/mL)
- Dactinomycin
- Daunorubicin
- Docetaxel
- Doxorubicin
- Epirubicin
- Idarubicin
- Mechlorethamin
- Mitomycin C
- Mitoxantron
- Oxaliplatin
- Paclitaxel
- Vinblastin
- Vincristin
- Vindesin
- Vinorelbin

### Andere Arzneimittel
- Alkohol
- Aminophyllin
- Chlordiazepoxid
- Diazepam
- Digoxin
- Natriumbicarbonat
- Nitroglycerin
- Phenytoin
- Propylenglycol
- Thiopental
- Tetracycline